# Bogdan Kosowski
Bogdan Lucjan Kosowski (ur. 1959) – specjalista w zakresie nauk o bezpieczeństwie, strażak, profesor Uniwersytetu Jagiellońskiego.

## Życiorys
Absolwent Politechniki Krakowskiej i Szkoły Głównej Służby Pożarniczej, gdzie piastował obowiązki zastępcy komendanta. Pracował także jako zastępca Komendanta Wojewódzkiego Państwowej Straży Pożarnej w Katowicach czy dyrektor Wydziału Zarządzania Kryzysowego Urzędu Wojewódzkiego w Katowicach.
Stopień doktora nauk technicznych uzyskał w 2000 na podstawie pracy pt. Wpływ warunków ekonomiczno-formalnych na dobór form organizacyjnych systemu zarządzania bezpieczeństwem pracy w aspekcie ochrony przeciwpożarowej powierzchni zakładów górniczych (rozprawę obroniono na Akademii Górniczo-Hutniczej, a jej promotorem był prof. dr hab. inż. Kazimierz Czopek). Natomiast stopień doktora habilitowanego nauk społecznych w zakresie nauk o bezpieczeństwie uzyskał w 2013 na podstawie rozprawy pt. Współdziałanie cywilno-wojskowe w sytuacjach zagrożeń bezpieczeństwa państwa.
Pracuje w Katedrze Bezpieczeństwa Narodowego Instytutu Nauk Politycznych i Stosunków Międzynarodowych UJ. W przeszłości wykładał w Szkole Zarządzania Uniwersytetu Śląskiego oraz Wyższej Szkole Zarządzania Ochroną Pracy w Katowicach.
Jego zainteresowania koncentrują się wokół systemów zarządzania bezpieczeństwem w podmiotach gospodarczych, instytucjach i organach administracji publicznej.

## Wybrane publikacje
- Współdziałanie instytucjonalne na rzecz zapewnienia bezpieczeństwa ludności w Polsce, Warszawa 2012.
- Współdziałanie cywilno-wojskowe w sytuacjach zagrożenia bezpieczeństwa państwa, Warszawa 2011.
- Sprawne i elastyczne zarządzanie w kryzysie, Warszawa 2008.
- Model systemu zarządzania kryzysowego szczebla wojewódzkiego, Warszawa 2007.
- Programowanie działań na wypadek zaistnienia sytuacji kryzysowych: poradnik praktyczny, Kraków 2006[3].